# De Virionowie herbu Leliwa
de Virionowie (hist. pol. Wirionowie, Wirjonowie) herbu Leliwa – żyjący do dziś, polski ród szlachecki, pochodzenia francuskiego. Gniazdem rodziny była miejscowość Liszki, zlokalizowana na obecnej Białorusi. Kolejna część rodziny osiadła w Krynkach, w dzisiejszej Polsce.
Po przybyciu do Rzeczypospolitej ok. 1775 roku, ród szybko uległ asymilacji z polską elitą. Na przestrzeni kolejnych wieków, członkowie rodziny czynnie uczestniczyli w zbrojnej obronie Polski oraz wspierali finansowo powstania przeciwko zaborcom.
Rodzina de Virionów jeszcze od czasów francuskich była związana z kościołem rzymsko-katolickim. Współcześnie nie istnieją już członkowie francuskiej gałęzi rodziny de Virion; wszyscy znani przedstawiciele rodu, niezależnie od miejsca zamieszkania, wywodzą się z Polski.

## Nazwisko
Nazwisko de Virion ma pochodzenie francuskie. Niektórzy członkowie rodu używali spolszczonej wersji nazwiska – Wirion lub Wirjon. Czasem używano również samej formy Virion – bez przedrostka „de”.

## Historia

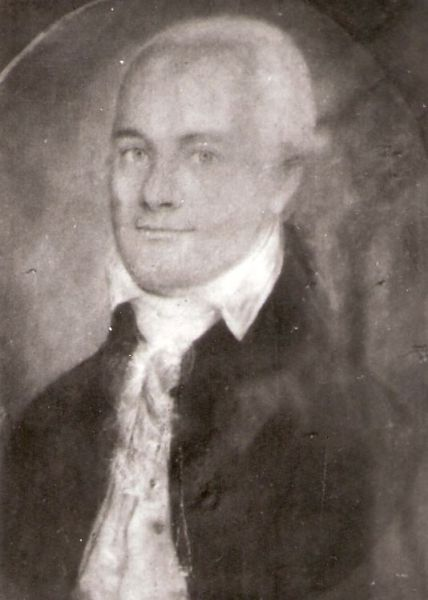
Karol Józef de Virion, protoplasta rodu (przed 1815 r.)

Rodzina de Virionów, pochodzi ze starodawnej szlachty francuskiej. Pierwszym znanym członkiem rodu w Polsce był Karol Józef de Virion (ur. 22 sierpnia 1749 w Nancy, zm. w 1817), który przyjechał do Rzeczypospolitej ok. 1775 roku. Z wykształcenia był lekarzem i chirurgiem, dlatego początkowo pracował u Radziwiłłów w Nieświeżu. Z czasem jednak zaczął prowadzić prywatną praktykę w Grodnie.
W latach 1778–1781 był wykładowcą w zlokalizowanej w Grodnie szkole lekarskiej, którą w 1775 roku założył Antoni Tyzenhauz herbu Bawół. Karol pracował w tej uczelni aż do jej ostatecznego zamknięcia. Następnie przeniósł się do Warszawy, gdzie król Stanisław August Poniatowski mianował go naczelnym lekarzem wojsk litewskich oraz nadwornym konsyliarzem. Za osiągnięcia naukowe otrzymał od króla złoty medal „Merentibus” oraz różne inne nagrody, w tym jedną z kamienic w Grodnie. 
W 1790 roku został nobilitowany i przyjęty do herbu Leliwa. Inne źródła historyczne, w opozycji do nobilitacji, wspominają o indygenacie, na uzyskanie którego Karol musiał udowodnić swoje pochodzenie od szlachty francuskiej przed polskim sejmem, a decyzję tę miał ostatecznie potwierdzić Sejm Grodzieński, dnia 22 listopada 1793 roku.

Karol nabył wkrótce po przybyciu do Rzeczypospolitej jedną z pierwszych kolebek przyszłego rodu de Virionów – Liszki, zlokalizowane na dzisiejszej Białorusi. Liszki odsprzedał mu Tadeusz Jundziłł h. Łabędź, generał wojsk litewskich, wraz z przyległymi wsiami Pietraszewicze i Kudrycze.

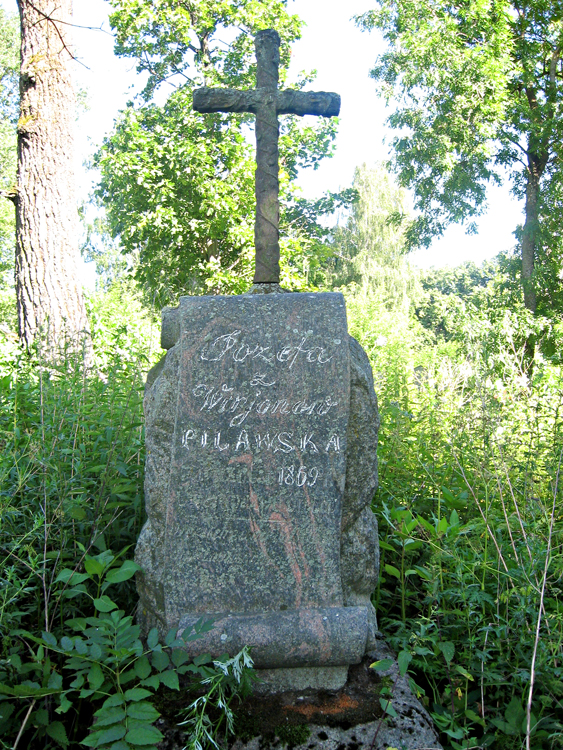
Grób Józefy de Virion na cmentarzu katolickim w Klecku (obec. Białoruś)

Oprócz dóbr w Liszkach, które objął na zasadzie zastawu, zakupił od księcia Dominika Radziwiłła majątek Bychowszczyzna (dziś Bychowszczyzna Mała i Bychowszczyzna Wielka) w ziemi słuckiej. Z małżeństwa zawartego w 1790 roku z Katarzyną Dziekońską h. Korab (1768–1848) miał czworo dzieci: córkę Monikę, która wyszła za mąż najpierw za Macieja Świeżyńskiego, a potem za Wincentego Laskowicza; syna Jana Tadeusza (1795–1873), który ożenił się z Marianną z baronów Brunnowów (1810–1873); młodszą córkę Józefę, żonę Franciszka Pilawskiego h. Ostoja; oraz syna Aleksandra (1806–1832), którego córką była Maria (1845–1860).

### Linia liska
Majątek w Liszkach, liczący wtedy 770 hektarów, odziedziczył najstarszy syn Karola Józefa de Virion, Stanisław, absolwent Uniwersytetu w Dorpacie, specjalizujący się w naukach przyrodniczych. Pasjonował się entomologią, szczególnie chrząszczami. W Liszkach zgromadził imponującą kolekcję owadów z Polski i zagranicy, a swoje badania systematyczne prowadził w oparciu o szeroką korespondencję z niemieckimi profesorami.
Stanisław de Virion wybudował w Liszkach dwór i umieścił w nim swoje kolekcje. Budowlę usytuowano w zetknięciu ze starszym, mniejszym budynkiem, który wcześniej zapewne służył jako oficyna któregoś z poprzednich dworów. Niestety, czasy I wojny światowej przyniosły do siedziby całkowite zniszczenie, przepadła również bezcenna kolekcja Stanisława i prawie całe dobra ruchome. Powyrywano z okien drzwi i okna, a całe gospodarstwo spalono. Niemcy spalili też bibliotekę dworską w 1918 roku wraz z książkami, gromadzonymi jeszcze w XIX wieku. Potomkowie Stanisława do odbudowy dworu i wyposażenia przystąpili dopiero w 1923 roku. 
Po śmierci Stanisława w 1909 roku majątek przejął jego bratanek Adam Wojciech (1870–1945), syn Włodzimierza – marszałka szlachty grodzieńskiej – i Stefanii z Sołtanów h. Syrokomla, pochodzącego z linii rodziny na Krynkach (zob.: linia kryńska). Adam ukończył Wydział Inżynierii w Rydze. Przed osiedleniem się w Liszkach pracował jako inżynier przy budowie portu w Windawie, regulacji rzeki Wenty oraz przy budowie wielu linii kolejowych w Rosji. W Liszkach mieszkał do 1915 roku, po czym przeniósł się z rodziną do majątku Glinka na Polesiu, odziedziczonego po matce. Po zniszczeniu dworów przez bolszewików i lokalną ludność, w 1919 roku Adam osiadł w Warszawie, gdzie objął wysokie stanowisko w kolejnictwie państwowym.
Z małżeństwa z Zofią z Romerów h. Laski (1869–1920) Adam miał trzech synów: Włodzimierza (1896–1974), który ożenił się z Teresą z baronów Brunnow'ów (1897–1979); Eugeniusza (1898–1952), męża Ewy Skirmuntt h. Dąb (1903–1962); oraz Jerzego (1901–1941), męża Zofii z rodu książąt Jełowickich h. własnego (1901–1991), córki Kazimierza i Janiny z hrabiów Jezierskich h. Prus II.

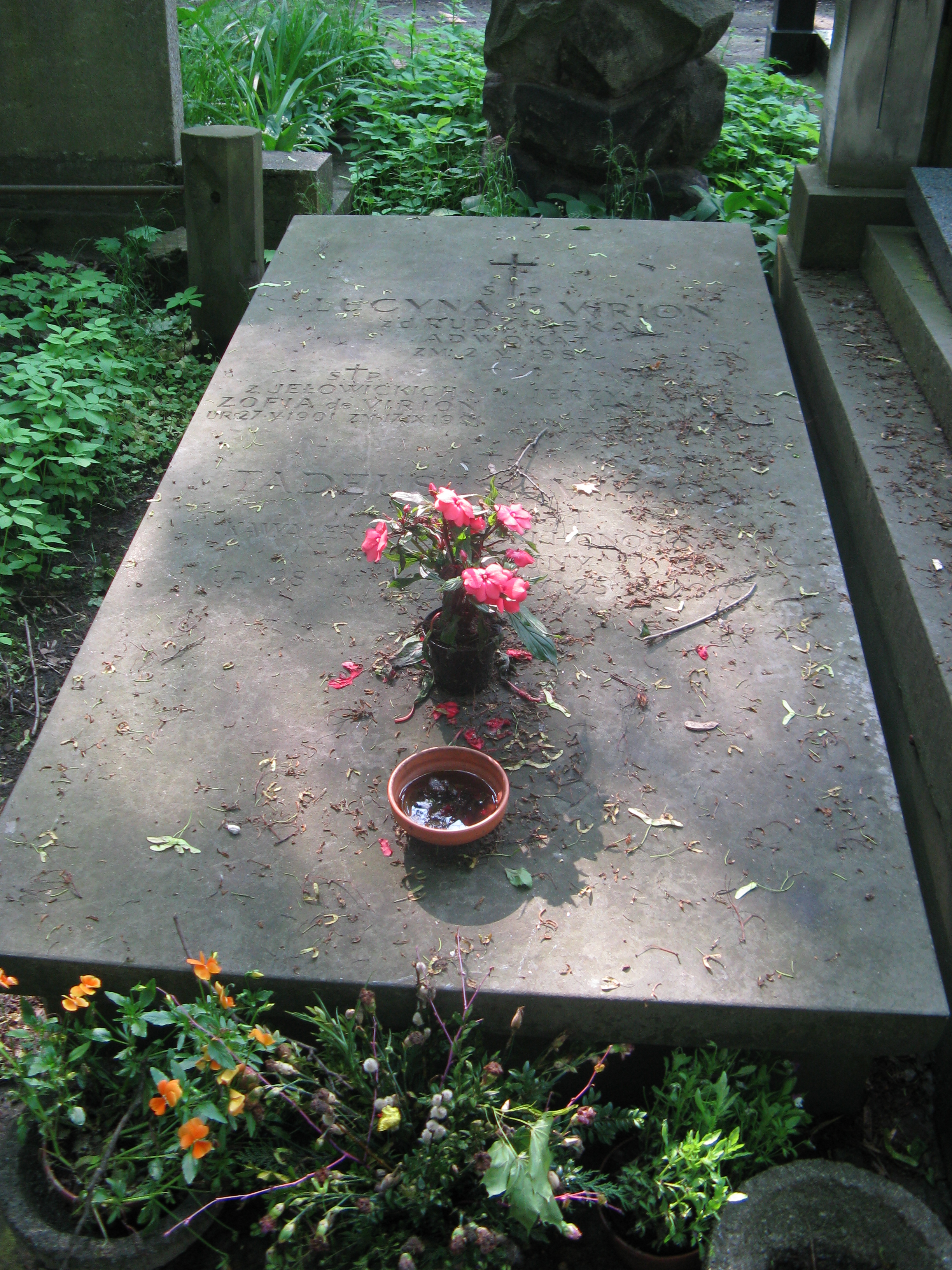
Grób Tadeusza de Virion na cmentarzu Powązkowskim w Warszawie

W 1923 roku Adam przekazał majątek Liszki najmłodszemu synowi – Jerzemu. Jerzy zajął się odbudową gospodarstwa i dworu, ale – zgodnie z rodzinną tradycją łączenia ziemiaństwa z życiem intelektualnym – nie ograniczał się do rolnictwa. Po ukończeniu studiów prawniczych na Uniwersytecie Stefana Batorego w Wilnie i aplikacji sądowej został adwokatem. W latach 1919 i 1920 walczył z bolszewikami, za co odznaczono go Krzyżem Walecznych. W 1939 roku, już jako rotmistrz, brał udział w kampanii wrześniowej, a w październiku włączył się w organizację podziemnych struktur zbrojnych w Warszawie. Aresztowany w maju 1940 roku jako jeden z pierwszych oficerów konspiracji, trafił do Auschwitz, gdzie również działał w wojskowym ruchu oporu. Zmarł z wycieńczenia w obozie 3 listopada 1941 roku. Pozostawił po sobie dwóch synów: Jana (ur. 1924), który ożenił się z Zofią z baronów Taube'ów (ur. 1925), oraz Tadeusza (ur. 1926), adwokata i ambasadora RP przy dworze św. Jakuba, żonatego najpierw z Lucyną Rudzińską (1926–1983), a później z Hinduską, Jayanti Hazra.
Współcześnie nie istnieją już członkowie francuskiej gałęzi rodziny de Virion; wszyscy znani przedstawiciele rodu, niezależnie od miejsca zamieszkania, wywodzą się z Polski.
| Dwór de Virionów w Liszkach |           |
| (XX w.)                     | (2022 r.) |

### Linia kryńska

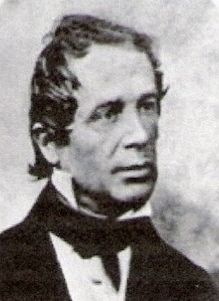
Jan Tadeusz de Virion (fot. XIX w.)

Syn Karola Józefa de Virion, Jan Tadeusz Feliks Wincenty, były podkomorzy grodzieński i kawaler orderu św. Włodzimierza, aktem kupna sprzedaży z dnia 28 czerwca 1834 roku, nabył część majątku Krynki, należącą wcześniej do Iwana Sokołowa, wraz ze znajdującym się tam dworem. Majętność zbywali spadkobiercy Sokołowa (on sam prawdopodobnie już nie żył), którym dobra kryńskie przypadły po ojcu na mocy testamentu, potwierdzonego 17 lipca 1830 roku.
Na terenie jego majątku Jana Tadeusza znajdował się browar z gorzelnią. Gorzelnictwo było ważnym źródłem dochodów majątku, dlatego już w roku 1862, Jan de Virion przystąpił do budowy nowej gorzelni. Zbyt na produkowany alkohol zapewniały cztery własne karczmy, znajdujące się w różnych punktach miasta Krynki. Zakład, w którym pracowało sześciu robotników, oddawany był w zarząd różnym osobom.

Po śmierci właścicieli Krynek: Marianny de Virion, z d. Brunnow, i jej męża, Jana Tadeusza, pozostał majątek ruchomy i nieruchomy. W dniu 4 grudnia 1877 roku został przeprowadzony polubowny podział majętności Jana Tadeusza pomiędzy jego czterech synów: Stanisława, Włodzimierza, Mieczysława i Kazimierza. Majątek Krynki, z należącą do niego ziemią w liczbie ponad 741 dziesięcin, otrzymał Włodzimierz Władysław (ur. w 1833 r., zm. w 1896 r.). Do tego przypadły mu przy podziale nieruchomości: młyn w Krynkach, folusz z młynem w Służkach, gorzelnia, karczmy w mieście i dom w Łapiczach. Całość oszacowano na 42 tys. rubli w srebrze.

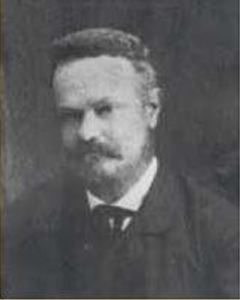
Włodzimierz Władysław de Virion (fot. XIX w.)

Pomimo dużych trudności finansowych, wynikłych z zadłużenia majątku, Włodzimierz Władysław de Virion rozbudował gospodarstwo. Wybudował na wzgórzu nową część gospodarczą, gdzie oprócz budynków hodowlanych i magazynowych wzniesiono drewniany dom. W 1896 roku na północ od zabudowań dworskich istniał już parowy młyn do mielenia kory dębowej. Włodzimierz zginął tragicznie w katastrofie kolejowej pomiędzy stacjami Sokółka i Kuźnica w październiku 1896 roku w wieku 63 lat. Pisała o tym nawet prasa polonijna za oceanem. Pochowany jest w grobie rodzinnym na cmentarzu przy kościele św. Anny.

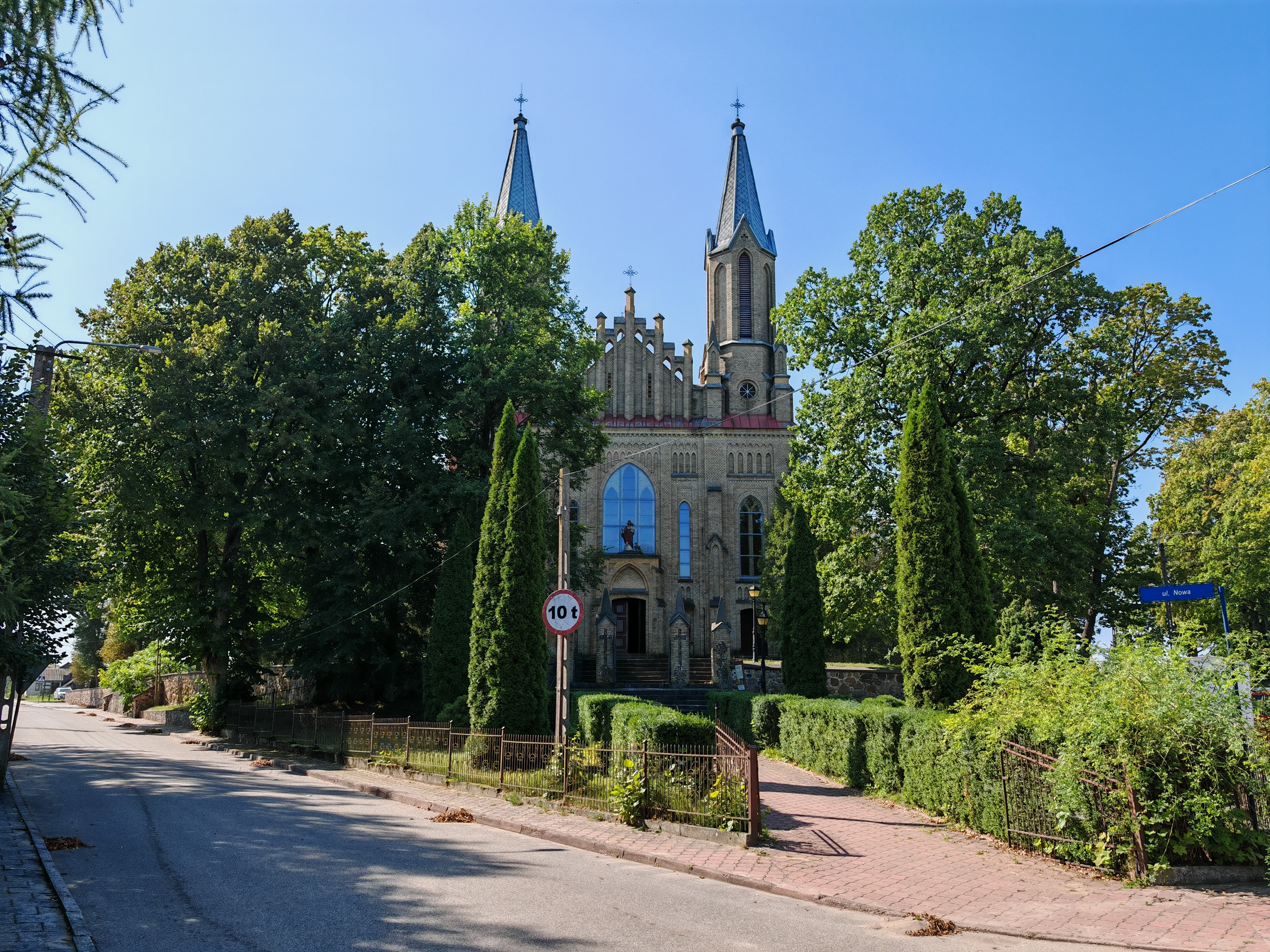
Kościół św. Anny w Krynkach

Majątek po ojcu przejął młodszy syn Włodzimierz Jan Kazimierz (ur. 1872). W tym czasie zaczęły się wielkie kłopoty w gospodarowaniu majątkiem, spotęgowane okresem rewolucyjnym i ruchem strajkowym, dynamicznie rozwijającym się w Krynkach w końcu XIX wieku. We wrześniu 1897 roku wdowa po Włodzimierzu Władysławie, Stefania Ludwika Virion z d. Sołtan, wspólnie z dziećmi: Wandą, Marią, Ludwiką, Adamem i Włodzimierzem podjęła decyzję o przekazaniu praw do zarządzania mieniem ruchomym i nieruchomym oraz do prowadzenia wszelkich spraw majątkowych zaufanej osobie, przyszłemu zięciowi, Zygmuntowi Łempickiemu. Nie wiadomo, co było powodem takiej decyzji. Włodzimierz zmarł w 1907 roku. Do czasu ukończenia studiów prawniczych przez jego syna Józefa Mariana sprawami majątkowymi zajmował się nadal Zygmunt Łempicki i jego żona Ludwika z de Virionów.

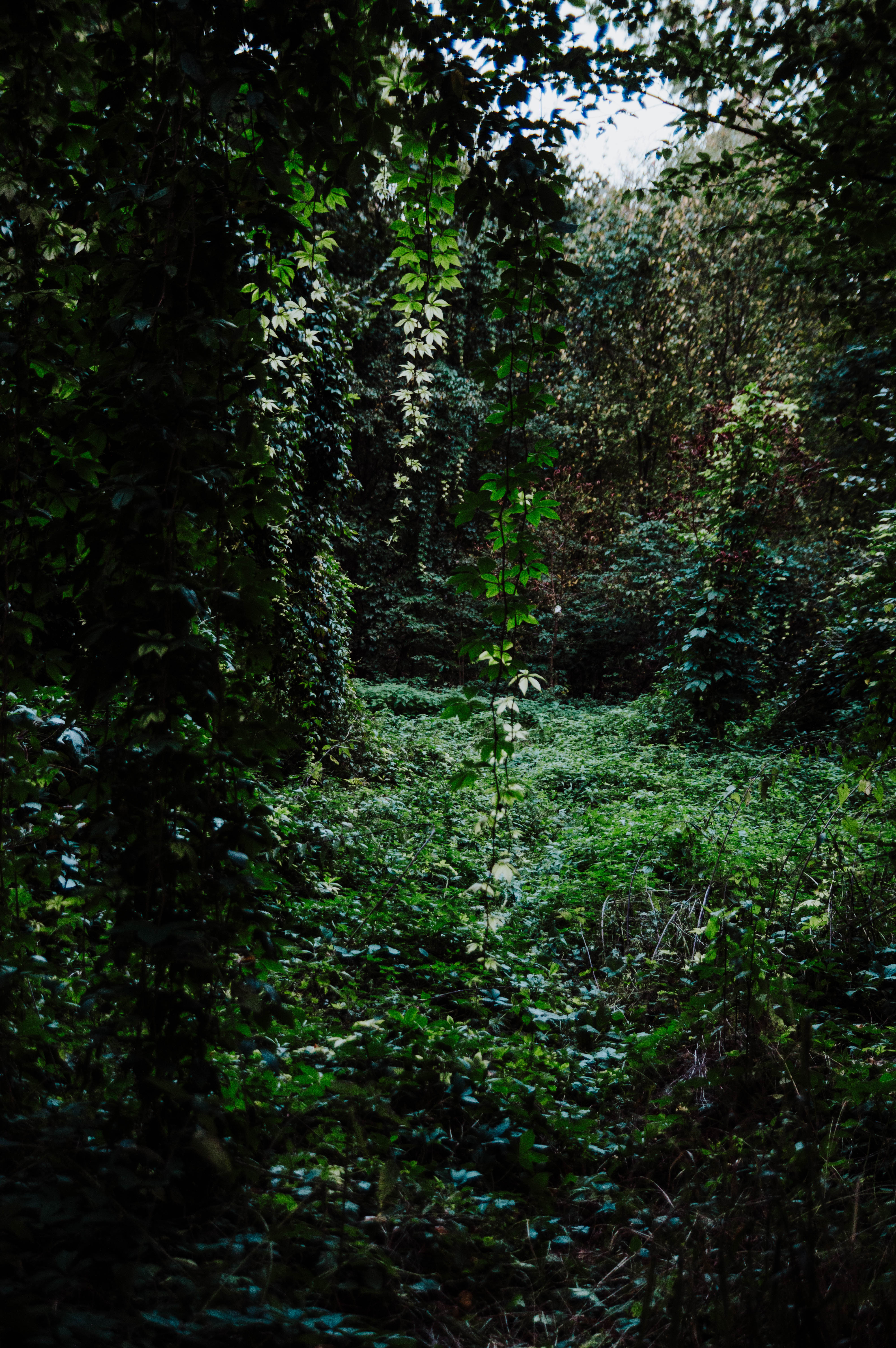
Pozostałości parku dworskiego w Krynkach

W latach 1928-1939 właścicielem majątku w Krynkach był Józef Marian de Virion, syn Włodzimierza (ur. w 1903 r.). Okres jego gospodarowania przyniósł ciężką sytuację finansową majątku, związaną z kryzysem ekonomicznym w kraju. W celu zapobieżenia licytacjom i utraty mienia w 1928 roku Józef Marian dwukrotnie zaciągnął pożyczkę w Wileńskim Banku Ziemskim na sumę kilkunastu tysięcy dolarów. Od chwili objęcia majątku postępował proces parcelacji i wyprzedaży gruntów. W latach 1929-1930 z majątku Józefa Viriona rozparcelowano ponad 40 ha ziemi na uzupełnienie gospodarstw małorolnych i ok. 90 ha sprzedano. Przed rokiem 1932 gospodarstwo, założone na wzgórzu morenowym za drogą do Ostrowa, odstąpiono Żydowi – Boruchowi Ajonowi, właścicielowi garbarni przy ul. Granicznej w Krynkach i kamienicy przy rynku. Nowy właściciel wszedł w posiadanie 100 ha ziemi, domu mieszkalnego i budynków gospodarczych, zlokalizowanych na szczycie wzniesienia. 
Do drugiej wojny światowej w tym miejscu funkcjonował majątek Ajonowo. Sprzedażą gruntów z fortuny Józefa Mariana de Viriona zajmował się zarządca dóbr, Jerzy Komorowski, posiadający do tego pełnomocnictwo właściciela, co potwierdzają akty notarialne. Sam Józef Marian de Virion mieszkał z rodziną w Warszawie, gdzie pracował jako doradca i ekspert w Ministerstwie Spraw Wojskowych. Do Krynek przyjeżdżał na wypoczynek i w celu doglądania spraw majątkowych. Był ostatnim właścicielem majątku Krynki.

## Znani członkowie rodu
- Karol Józef de Virion (1749–1817) – dr medycyny, naczelny lekarz wojsk litewskich[4].
- Włodzimierz Izydor de Virion (1896–1974) – żołnierz WP, odznaczony Krzyżem Walecznych[14].
- Eugeniusz de Virion (1898–1952) – żołnierz WP[14].
- Jerzy de Virion (1901–1941) – żołnierz WP, rotmistrz, odznaczony Krzyżem Walecznych, adwokat[5][6].
- Józef Marian de Virion (1903–2003) – żołnierz WP, lekkoatleta[14].
- Edward de Virion (1924–1993) – powstaniec warszawski, żołnierz AK, PSZ i BA.
- Jan de Virion (1924–2013) – powstaniec warszawski, żołnierz AK.
- Tadeusz de Virion (1926–2010) – powstaniec warszawski, adwokat, dyplomata.